# Nel bar di Minneapolis/Un bacio a mezzanotte
Nel bar di Minneapolis/Un bacio a mezzanotte è un 78 giri del gruppo musicale italiano Quartetto Cetra, pubblicato il 6 febbraio 1953.

## Descrizione
Il disco è stato inciso dal Quartetto Cetra ed è tratto dallo spettacolo del 1952  Gran Baraonda diretto da Pietro Garinei e Sandro Giovannini.

## Tracce
Lato A
1. Nel bar di Minneapolis - (Autori: Garinei, Giovannini, Kramer)[1]

Lato B
1. Un bacio a mezzanotte - (Autori: Garinei, Giovannini, Kramer)[1]

## Formazione
- Virgilio Savona - voce[3]
- Felice Chiusano - voce[3]
- Tata Giacobetti - voce[3]
- Lucia Mannucci - voce[3]

### Altri musicisti
- Orchestra Cetra - orchestra
- Virgilio Savona - direttore d'orchestra

## Nella cultura di massa
Il brano Un bacio a mezzanotte fa parte della colonna sonora del film d'animazione Luca uscito nel 2021 e diretto da Enrico Casarosa per la Pixar Animation Studios.